# Sander van Herk
Sander van Herk (Bazel, Zwitserland, 3 januari 1956) is een Nederlands ingenieur, componist, gitarist en producer. 
Van Herk was gitarist bij Het Goede Doel van 1979 tot 1991. 

## Biografie
Van Herks vader kon in Zwitserland bij de spoorwegen gaan werken en aangezien de woningnood hoog was, besloot hij met zijn vrouw naar Zwitserland te verhuizen waar hun zoon Sander wordt geboren.
In 1964 komt de familie Van Herk terug naar Nederland. Van Herk ontdekt in de kelder van hun huis de gitaar van zijn moeder en begint te spelen. Zijn moeder spoort hem aan les te nemen, maar hij wil er na een paar weken alweer mee stoppen. Zijn moeder zegt dat hij moet doorzetten en zo krijgt hij uiteindelijk acht jaar lang klassieke gitaarles.
In de periode van 1970 tot 1976 zit Van Herk op het atheneum en speelt hij in de band Sigma, samen met zijn vrienden Jan van Ingen (bas) en Willem Meijer (drums). Het oefenhok is gevestigd op de zevende etage in een meelfabriek. In diverse bezettingen spelen ze eigen repertoire. Behalve op schoolfeesten treden ze zelden op.
Van Herk had nog een andere passie: het ontwerpen en bouwen van apparatuur voor elektrische gitaren (1977-1979). Hij heeft een parttimebaan als technicus aan het Instituut voor Sonologie. Henk Temming, met wie hij eerder samenspeelde, belt hem op om serieus werk te maken van een popband. Na wat personeelsbezettingen krijgt de groep, die later Het Goede Doel zal gaan heten, steeds meer vorm. Temming leert Henk Westbroek kennen die hij bij de groep introduceert. 
1981, met Het Goede Doel treedt Van Herk steeds vaker op, maar ze worden pas bekend als de single "In 't Leven" de tipparade haalt. 
In 1992 richt Van Herk met Temming de StuStuStudio op. Later komt daar 'het manusje-van-alles' Thijs de Melker (ex-de Raggende Manne) bij. Dit trio werkt aan verschillende producties. Samen met Temming schrijft Van Herk ook radio-jingles. Van Herk componeert zelf muziek voor tv-commercials. In 1995 produceert hij het album Ik Mis Je van De Kast. Van Herk is geen sessiemuzikant, maar is wel te horen op de cd's Memento van Overstekend Wild (1993) en Dan Sta Je Nooit Alleen van Astrid Nijgh uit 1997. In 1999 werkt hij als co-producer mee aan het nummer The Road Ahead van City to City, dat een grote hit wordt.
In 2004 produceert Van Herk het tweede album van Wyatt, The Last Of Great Fireworks. Ook werkte hij met de groep aan het derde album dat eind 2005 uitkwam. Hij produceerde de plaat Je Maintiendrai van Alderliefste. Naar aanleiding van de twee concerten in de Heineken Music Hall in 2001 van Het Goede Doel verschijnt er in 2006 een dvd getiteld "Alsof er niets is gebeurd". In 2008 werkt hij mee aan de Goede Doel-cd "Gekkenwerk".
Sinds 2017 is Sander gitarist bij de Nederpop All Stars.